# Little Bob
Cet article possède des paronymes, voir Little Bob Story et Bob.
 (août 2020).
Si vous disposez d'ouvrages ou d'articles de référence ou si vous connaissez des sites web de qualité traitant du thème abordé ici, merci de compléter l'article en donnant les références utiles à sa vérifiabilité et en les liant à la section « Notes et références ».
Roberto Piazza, connu sous son nom de scène Little Bob, aussi surnommé « Libero » (prénom de son père), est un rocker et chanteur de blues rock. 
Né le 10 mai 1945 à Alexandrie, fils d'un ouvrier et petit-fils d'un anarchiste du nord de l’Italie en pleine époque mussolinienne. Bob arrive au Havre en 1958 à l'âge de 13 ans et y réside depuis.
Chanteur, il débute dans le groupe les Apaches. Il se fait connaître au sein de Little Bob Story, un groupe de rock français très inspiré du blues, du rhythm and blues et du rock anglais des années 1960, composé de musiciens venus d'horizons différents (rock, blues et jazz), selon les périodes qui s'étalent de sa fondation en 1974 à 1989.
Entre 1989 et 2012, le chanteur se produit sous le nom Little Bob.
Depuis 2012, son groupe se nomme Little Bob Blues Bastards.

## Historique
Roberto Piazza est un ancien employé des Tréfileries et Laminoirs du Havre.
La formation de Little Bob Story se composait initialement, en 1974 de :
- Roberto Piazza dit Little Bob : chant
- Guy-Georges Gremy : guitare
- Dominique Lelan dit "Barbe Noire" » : basse
- Mino Quertier : batterie

Le premier single, Don't Let Me Be Misunderstood, sort en 1975, et le premier album, High Time, sort en 1976.
Très vite, Little Bob Story rencontre un beau succès au Royaume-Uni, alors en pleine explosion punk. Il participe aux deux éditions du Festival punk de Mont-de-Marsan en 1976 et 1977, avec notamment Bijou et The Damned.

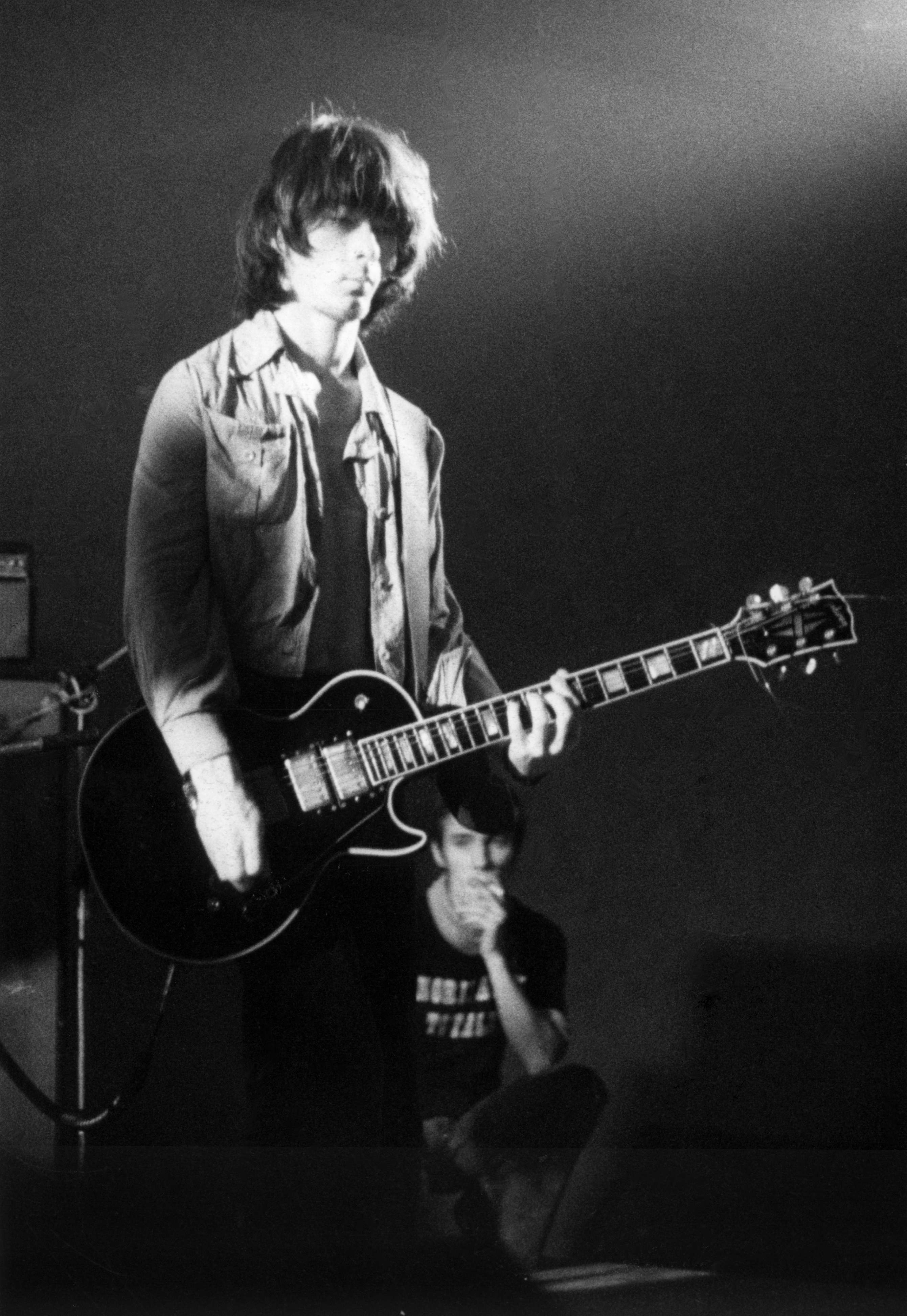
Guy Georges Gremy, guitariste du groupe Little Bob Story à Dijon à la fin des années 1970.

Dominique Lelan dit « Barbe Noire », bassiste du groupe Little Bob Story en concert à Dijon à la fin des années 1970.

Roberto Piazza a enregistré vingt-cinq albums, d'abord avec le groupe Little Bob Story sur le label Crypto (distribution RCA), puis sous son nom de scène : Little Bob, puis avec le groupe Little Bob Blues Bastards.
Les amitiés outre-Manche conduisent Lemmy de Motörhead à faire une apparition sur l'album Ringolevio (Little Bob Story, 1987).
En 2012, Roberto Piazza monte Little Bob Blues Bastards, qui se produit lors d'une nouvelle tournée et sort rapidement un premier album, Break Down The Walls. Trois albums suivent : Howlin' (2015), New Day Coming (2018) et We Need Hope (2021).
Les rééditions des deux premiers albums, High Time et Living in the Fast Lane, en CD et vinyle, sortent en septembre 2015 chez Aztec/Pias. La réédition en CD de l'album Off The Rails sur le label anglais ACE Records sort en octobre 2015 avec six titres inédits live enregistrés à Londres en 1978. Une série de concerts pour le 40e anniversaire de scène de Little Bob se déroule de fin 2015 à 2016.
Il joue avec ses Blues Bastards à l'hôtel Matignon le 21 juin 2017, convié par le Ministère de la Culture.
En 2018, le groupe enregistre au studio de la Ferme à Thoiré-sous-Contensor le troisième album de Little Bob Blues Bastards, qui sort en mai 2018 : New day coming.
Myriam Piazza, dite Mimie, s'éteint le 29 mars 2019. Roberto et Mimie s'étaient rencontrés le 1er octobre 1986 et s'étaient mariés le 3 novembre 2001. Mimie était très impliquée dans de nombreux aspects du travail de Little Bob. Ce dernier avait écrit de nombreuses chansons pour elle, notamment The Bull and the Rose sur l'album Lost Territories de 1991, et I Know You Can't Come Back sur l'album We Need Hope de 2021.

## Discographie

### Albums studio
Avec Little Bob Story :
- 1976 : High Time
- 1977 : Living in the Fast Lane
- 1977 : Little Bob Story (compilation)
- 1977 : Off the Rails
- 1978 : Come See Me
- 1980 : Light Of My Town
- 1982 : Vacant Heart
- 1984 : Too Young to Love Me
- 1986 : Cover Générale (maxi 45t et single)
- 1987 : Ringolevio

Sous le nom Little Bob :
- 1989 : Rendez-Vous in Angel city
- 1993 : Lost Territories
- 1997 : Blue Stories
- 1999 : One Story Volume 1 (titres inédits des années 1976 à 1998 : titres rares, en public, démo... )
- 2000 : One Story Volume 2 (titres inédits des années 1975 à 1999 : titres rares, en public, démo... )
- 2002 : Libero
- 2005 : The Gift
- 2009 : Time to Blast

Avec le groupe Little Bob Blues Bastards :
- 2013 : Break Down the Walls
- 2015 : Howlin
- 2018 : New Day Coming
- 2021 : We Need Hope

### Enregistrements en public
Avec Little Bob Story :
- 1979 : Live in London   (l'album vinyle original offrait en bonus un 45 tours du même concert, qui est inclus maintenant dans le CD)
- 1984 : Wanderers... Followers... Lovers... (réédité en 1992 avec deux titres en bonus, auxquels participe Southside Johnny)
- 1991 : Alive or Nothing
- 2025 : Last Night In Paris (double cd) (Cat Records)

Sous le nom Little Bob : 
- 2003 : Rock on Riff on Roll on Move on, Live 2003 (2 CD)
- 2007 : Live in the Dockland, concert aux Docks Océane, Le Havre, le 5 novembre 2005 (inclus un DVD du concert, avec quelques titres différents)

### Compilations
- 2011 : Wild & Deep - Best of 1989-2009

### Participations
- 1986 : La différence (Mama Béa)
- 1999 : Tribute to Lee Brilleaux
- 2000 : Blues Against Racism
- 2002 : Roots and New 2002
- 2002 : A South Louisiana Soul Sensation

## Little Bob dans la culture populaire
L'écrivain Jean-Bernard Pouy fait plusieurs clins d’œil à Little Bob, comme dans son roman de 1987 L'homme à l'oreille croquée : « Je me suis levé. J'ai été regarder machinalement qu'est ce que c'était ce rock qui passait pour la troisième fois. Too Young to Love Me, Little Bob Story. Ah oui un groupe du Havre. Son chanteur, c'est Marguerite Duras avec un cuir et des lunettes noires. » 
En 2011, Roberto Piazza joue son propre rôle dans le film Le Havre d'Aki Kaurismäki, en compétition au Festival de Cannes 2011.
En avril 2013 sort un livre de Jean-Noël Levavasseur comprenant 24 nouvelles de 24 auteurs dont chacune est inspirée par les titres des 24 albums de Little Bob : Stories of Little Bob Story. Histoires pour Roberto aux éditions Krakoen.

### DVD
- 2015 : Rockin' Class Hero, documentaire sur Little Bob (52 min), par Gilbert Carsoux et Laurent Jézéquel. Distribution Zaradoc Films.